# 瑞士首都问题
瑞士在建立联邦制时，产生了一个问题，即瑞士是否应该有首都，如果有，应当是哪座城市。这一问题在1848年11月28日瑞士联邦议会得出了一个妥协方案，将伯尔尼作为瑞士联邦的所在地，但是不被称为首都（德語：Hauptstadt），而是称为联邦城市（德語：Bundesstadt），因此伯尔尼只是瑞士实际上的（De facto），而非法律上的（De jure）首都。

## 选举前
1832年联邦方案的草案中就提出瑞士应有一个容纳各种联邦机构的中央首都。
因此1849年的瑞士宪法中对瑞士的首都做了如下规定：第108条称之为“联邦机构所在地”，包括联邦委员会，联邦大会及联邦政府，这一规定由联邦大会作出。
1803年起，瑞士轮转其政府和议会的所在地，起初是一年一换，后来则是两年一换。1848年11月年决定废除轮换制度，这时的引起热烈讨论的问题是哪座城市应当成为联邦首都，它是否可以同时是某个联邦州的首府。甚至新建一座如美国的华盛顿一样的计划城市作为联邦首都的方案也曾为考虑。1848年11月28日的选举中被看好的主要是三座此前的轮换城市：苏黎世，伯尔尼和卢塞恩。

## 候选城市优缺点
|      | 苏黎世                                                               | 伯尔尼                                                     | 卢塞恩                                                                     |
| ---- | -------------------------------------------------------------------- | ---------------------------------------------------------- | -------------------------------------------------------------------------- |
| 优点 | 苏黎世在19世纪中期城市基础设施良好，并且具有全球性的地位。           | 伯尔尼临近瑞士法语区，同时城市可以为联邦无偿提供办公用地。 | 卢塞恩位于瑞士中部，定都于此可以消除中部地区民众对于建立新国家的不良设想。 |
| 缺点 | 瑞士东部地区和联邦主义者反对，认为不应加强已经强势的中心城市的地位。 | 伯尔尼作为联邦城市其城市基础设施还不甚完备。               | 前分离同盟的成员对此持反对意见。                                           |

## 选出联邦城市
1848年11月28日的选举第一轮中伯尔尼就已经以79票的优势胜出，而只有48票支持苏黎世，9票支持卢塞恩。作为补偿，苏黎世成为了苏黎世联邦理工学院的所在地而卢塞恩成为了瑞士联邦保障法庭的所在地。

## 适用规定
目前还没有任何一部联邦法律确定伯尔尼的联邦城市的地位，同时瑞士联邦宪法中也没有表明联邦城市的内容的条款。

### 伯尔尼作为联邦城市的功能
1850年，在伯尔尼州的地方选举中产生了保守性转变，结果为瑞士联邦要求的对联邦机构的保护规定，并于1851年颁布的所谓保障法。在1874年修订联邦宪法第115条时，采用了1848年宪法108条。在1875年联邦议会和伯尔尼州议会的协议《伯尔尼市作为联邦城市的功能》中以书面形式确定下来。在安全方面，包含1997年3月通过的两个内务安全保障措施的协议。

### 政府管理组织法和议会法
1997年3月21日颁布的政府管理组织法(Regierungs- und Verwaltungsorganisationsgesetz)第58条确定伯尔尼是联邦委员会及其7个部会和联邦秘书长的办公地。2002年12月颁布的议会法第32条确定伯尔尼是瑞士联邦大会的所在地。

### 去中央化
在区域化的原则下，1990年代以来多个瑞士联邦政府机构从伯尔尼迁往瑞士其他城市，如联邦统计局迁往纳沙泰尔，联邦通信局迁往比尔，联邦住房局迁往格倫興。
同样司法机构也在去中央化，联邦最高行政法院2012年起迁往圣加仑，在此之前自2007年成立起由伯尔尼临时代理。联邦刑事法院2007年起由位于提契諾州的贝林佐纳承担，联邦保险法院自1917年位于卢塞恩，联邦最高法院则位于洛桑。

### 联邦和伯尔尼市的新规定
2002年伯尔尼州议会和伯尔尼市议会向联邦提出将目前的联邦和城市的合作关系制度化的要求。由此成立了确认联邦城市相关规定的「联邦城市地位」三方工作小组。工作小组最后确认新的联邦城市规定的必要性，并应根据新的联邦城市法来执行。但是在2004年10月草拟联邦城市法的过程中，联邦议会否决了联邦与伯尔尼市的关系新规定的必要性，现行的规定完全适用。于是联邦城市法的拟定没有得以继续进行。